# فرد بلفیلد
فرد بلفیلد (انگلیسی: Fred Belfield؛ 1876 – ۱۹۲۱ (۴۴−۴۵ سال)) بازیکن فوتبال اهل پادشاهی متحد بریتانیای کبیر و ایرلند بود.
از باشگاه‌هایی که در آن بازی کرده‌است می‌توان به باشگاه فوتبال پورت ویل اشاره کرد.